# Year of the Spider
Year of the Spider è il terzo album in studio del gruppo post-grunge statunitense Cold, pubblicato nel 2003.

## Tracce
1. Remedy – 2:57
2. Suffocate – 3:39
3. Cure My Tragedy (A Letter to God) – 3:55
4. Stupid Girl – 3:09
5. Dont Belong – 3:40
6. Wasted Years – 4:07
7. Whatever You Became – 3:45
8. Sad Happy – 3:36
9. Rain Song – 3:37
10. The Day Seattle Died – 3:34
11. Change the World – 4:01
12. Black Sunday – 4:30
13. Kill the Music Industry – 2:56
14. Gone Away (A Song for Starr) – 3:07

## Formazione
- Terry Balsamo - chitarre
- Kelly Hayes - chitarra
- Scooter Ward - voce
- Sam McCandless - batteria
- Jeremy Marshall - basso
- Howard Benson - piano, tastiere, programmazioni
- Sierra Swan - voce
- Michael Valerio - basso
- Samuel Fischer, Julie Gigante, Phillipe Levy, Ana Landauer, Songa Lee - violino
- Roland Kato, Simon Oswell, Evan Wilson - viola
- Armen Ksajikian, David Speltz - violoncello